# 파르마라트

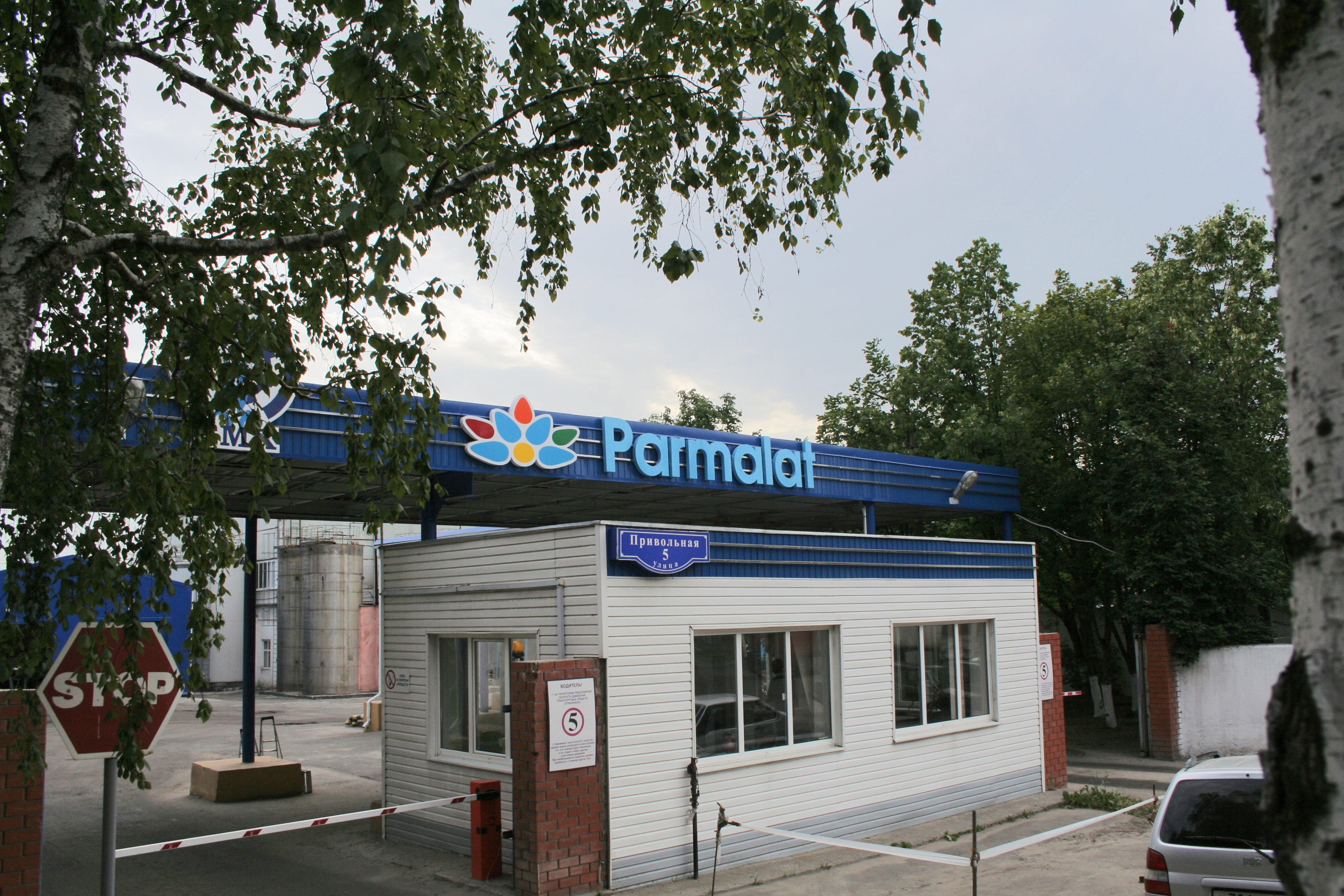

파르마라트(Parmalat)는 프랑스의 다국적 기업 락탈리스의 자회사이자 유제품 및 음식 기업이다. 1961년 Calisto Tanzi에 의해 설립되었다.
초고온 처리를 이용해 오래가는 우유를 생산하는 부문에서 주도적인 글로벌 기업이 된 파르마라트는 2003년 파산하였다. 2011년부터 프랑스의 그룹 락탈리스의 자회사이며 2019년부터 락탈리스의 온전한 통제가 가능해졌다. 오늘날 파르마라트는 유럽, 북아메리카, 남아메리카, 오스트레일리아, 중화인민공화국, 남아프리카 공화국에서 운영하면서 글로벌 존재감을 드러냈다.